# Noi siam come le lucciole
Noi siam come le lucciole è un film del 1976 diretto da Giulio Berruti e interpretato, tra gli altri, da Claudio Undari e Silvia Dionisio.

## Trama
Roma. Lara Bercost, giovane prostituta, esce dal carcere e si stabilisce nella villa che le appartiene organizzando lì un pensionato familiare. Giungono tre uomini: Petrus, un calciatore in cerca di fondi per la propria squadra, Walter, un giornalista che vorrebbe romanzare la vita della donna; Igor, un regista teatrale che la vorrebbe sulla scena ad interpretare sé stessa. Lara capisce il gioco dei 3, poi passa al contrattacco, per vendicarsi delle angherie subite dalla classe maschile. Prima fa perdere a ciascuno dei tre il proprio lavoro poi li fa prostituire per denaro. Tuttavia, memore delle disonestà subite, contabilizza e mette sui conti bancari di Petrus, Walter e Igor, gli stipendi dovuti per le rispettive prestazioni.